# Chris Brown (hockey sur glace)
Pour les articles homonymes, voir Chris Brown (homonymie) et Brown.
Chris Brown (né le 3 février 1991 à Flower Mound dans l'État du Texas aux États-Unis) est un joueur professionnel américain de hockey sur glace. Il évolue au poste de centre.

## Biographie
Après avoir joué en tant que junior avec l'équipe nationale de développement des États-Unis, Brown est repêché par les Coyotes de Phoenix au 36e rang lors de la deuxième ronde du repêchage d'entrée dans la LNH 2009. À la suite de ce repêchage, il part jouer trois saisons avec l'équipe de hockey des Wolverines du Michigan du championnat de la NCAA. Il devient professionnel en 2012-2013 en jouant pour les Pirates de Portland, club-école des Coyotes dans la Ligue américaine de hockey. Au cours de cette saison, il joue cinq matchs avec les Coyotes. Le 4 mars 2014, il est échangé aux Capitals de Washington avec Rostislav Klesla et un choix de quatrième ronde au repêchage de 2015 contre John Mitchell et Martin Erat.

## Statistiques
| Saison     | Équipe                 | Ligue      |                   | Saison régulière  | Saison régulière  | Saison régulière  | Saison régulière  | Saison régulière  |                   | Séries éliminatoires | Séries éliminatoires | Séries éliminatoires | Séries éliminatoires | Séries éliminatoires |
| Saison     | Équipe                 | Ligue      | PJ                | B                 | A                 | Pts               | Pun               | PJ                | B                 | A                    | Pts                  | Pun                  |                      |                      |
| 2007-2008  | États-Unis             | NAHL       | 43                | 8                 | 6                 | 14                | 66                | -                 | -                 | -                    | -                    | -                    |                      |                      |
| 2008-2009  | États-Unis             | Ind.       | 62                | 20                | 18                | 38                | 120               | -                 | -                 | -                    | -                    | -                    |                      |                      |
| 2008-2009  | États-Unis             | NAHL       | 15                | 6                 | 2                 | 8                 | 37                | -                 | -                 | -                    | -                    | -                    |                      |                      |
| 2009-2010  | Wolverines du Michigan | NCAA       | 45                | 13                | 15                | 28                | 58                | -                 | -                 | -                    | -                    | -                    |                      |                      |
| 2010-2011  | Wolverines du Michigan | NCAA       | 42                | 9                 | 14                | 23                | 59                | -                 | -                 | -                    | -                    | -                    |                      |                      |
| 2011-2012  | Wolverines du Michigan | NCAA       | 38                | 12                | 17                | 29                | 66                | -                 | -                 | -                    | -                    | -                    |                      |                      |
| 2012-2013  | Pirates de Portland    | LAH        | 68                | 29                | 18                | 47                | 98                | 3                 | 1                 | 1                    | 2                    | 6                    |                      |                      |
| 2012-2013  | Coyotes de Phoenix     | LNH        | 5                 | 0                 | 0                 | 0                 | 2                 | -                 | -                 | -                    | -                    | -                    |                      |                      |
| 2013-2014  | Coyotes de Phoenix     | LNH        | 6                 | 0                 | 0                 | 0                 | 17                | -                 | -                 | -                    | -                    | -                    |                      |                      |
| 2013-2014  | Pirates de Portland    | LAH        | 51                | 14                | 21                | 35                | 68                | -                 | -                 | -                    | -                    | -                    |                      |                      |
| 2013-2014  | Capitals de Washington | LNH        | 6                 | 1                 | 1                 | 2                 | 0                 | -                 | -                 | -                    | -                    | -                    |                      |                      |
| 2013-2014  | Bears de Hershey       | LAH        | 12                | 2                 | 3                 | 5                 | 2                 | -                 | -                 | -                    | -                    | -                    |                      |                      |
| 2014-2015  | Capitals de Washington | LNH        | 5                 | 1                 | 0                 | 1                 | 2                 | -                 | -                 | -                    | -                    | -                    |                      |                      |
| 2014-2015  | Bears de Hershey       | LAH        | 64                | 17                | 11                | 28                | 70                | 9                 | 3                 | 2                    | 5                    | 10                   |                      |                      |
| 2015-2016  | Bears de Hershey       | LAH        | 20                | 3                 | 6                 | 9                 | 20                | -                 | -                 | -                    | -                    | -                    |                      |                      |
| 2015-2016  | Capitals de Washington | LNH        | 1                 | 0                 | 0                 | 0                 | 0                 | -                 | -                 | -                    | -                    | -                    |                      |                      |
| 2015-2016  | Wolf Pack de Hartford  | LAH        | 20                | 3                 | 6                 | 9                 | 20                | -                 | -                 | -                    | -                    | -                    |                      |                      |
| 2016-2017  | Wolf Pack de Hartford  | LAH        | 64                | 14                | 13                | 27                | 78                | -                 | -                 | -                    | -                    | -                    |                      |                      |
| 2017-2018  | Iserlohn Roosters      | DEL        | 49                | 9                 | 21                | 30                | 46                | 2                 | 0                 | 3                    | 3                    | 4                    |                      |                      |
| 2018-2019  | Nürnberg Ice Tigers    | DEL        | 37                | 13                | 12                | 25                | 50                | 8                 | 4                 | 3                    | 7                    | 14                   |                      |                      |
| 2019-2020  | Nürnberg Ice Tigers    | DEL        | 51                | 13                | 22                | 35                | 46                | -                 | -                 | -                    | -                    | -                    |                      |                      |
| 2020-2021  | Nürnberg Ice Tigers    | DEL        | 30                | 8                 | 10                | 18                | 56                | -                 | -                 | -                    | -                    | -                    |                      |                      |
| 2021-2022  | Nürnberg Ice Tigers    | DEL        | Saison en cours ? | Saison en cours ? | Saison en cours ? | Saison en cours ? | Saison en cours ? | Saison en cours ? | Saison en cours ? | Saison en cours ?    | Saison en cours ?    | Saison en cours ?    |                      |                      |
| Totaux LNH | Totaux LNH             | Totaux LNH | 23                | 2                 | 1                 | 3                 | 21                | -                 | -                 | -                    | -                    | -                    |                      |                      |